# توفيق البيهاني
توفيق نصار أحمد البيهاني هو مواطن سعودي اعتقلته الولايات المتحدة في معسكرات الاعتقال في خليج غوانتانامو في كوبا. رقم الاعتقال المتسلسل الخاص به هو 893. أفاد محللو قوة العمل المشتركة في غوانتانامو أنه ولد في 1 يونيو 1972، في تبوك بالمملكة العربية السعودية .
أكد تقرير لجنة المخابرات بمجلس الشيوخ الأمريكي بشأن استخدام وكالة الاستخبارات المركزية للتعذيب أن البيهاني كان محتجزًاً في شبكة السجون السرية التابعة لوكالة الاستخبارات المركزية، حيث تعرض للتعذيب
وصل البيهاني إلى غوانتانامو في 7 فبراير 2003 وظل معتقلًا دون تهمة لمدة 22 سنوات، و4 شهور، و19 أيام، وما زال معتقلًا حتى الآن.

## الموقف القانوني
في سبتمبر 2007 نشرت وزارة العدل ملفات وثائق غير سرية ناشئة عن محاكم مراجعة الوضع المقاتل لـ 179 معتقلًا، كان لدى توفيق نصار أحمد البيهاني أمر بالمثول أمام المحكمة، لكن وزارة الدفاع لم تنشره مع الآخرين.
ينص قانون اللجان العسكرية لعام 2006 على أن معتقلي غوانتانامو لم يعد لهم الحق في الوصول إلى نظام العدالة المدنية الأمريكي، لذلك بقيت جميع التماسات المثول أمام القضاء.
وفي 12 يونيو 2008 قضت المحكمة العليا للولايات المتحدة في قضية بومدين ضد بوش أن قانون اللجان العسكرية لا يمكن أن يلغي حق أسرى غوانتانامو في الوصول إلى نظام المحكمة الفيدرالية الأمريكية، وأن جميع الالتماسات السابقة المتعلقة بأسر معتقلي غوانتانامو سينظر القضاة فيها.
وفي 15 يوليو 2008 قدمت كريستين هوسكي "إشعارًا بطلب من الملتمسين نيابة عن توفيق نصار أحمد البيهاني وعشرات الأسرى، يمنع هذا الالتماس وزارة الدفاع من نقله إلى خارج الولايات المتحدة دون إخطار محاميه بثلاثين يومًا. نقلت وزارة الدفاع بعض الأسرى إلى بلدان تعرضوا فيها فيما بعد لمعاملة سيئة - على الرغم من أن لديهم التماسات نشطة بالمثول أمام المحكمة.

## تقارير عن مقتل شقيقه
ذكرت صحيفة ذا لونج وار أن فيديو منسوب لأبي عاصم التبوكي منصور ناصر البيهاني نُشر في نوفمبر 2011، وذُكر في مقطع الفيديو أن هذا الشخص قاتل في الشيشان، وعاش في أفغانستان، حتى سقوط طالبان، وتم أسره في المملكة العربية السعودية، ونُقل إلى اليمن، حيث هرب من السجن، وسافر أخيرًا إلى الصومال، حيث توفي وهو يقاتل من أجل الجهاديين. وذكرت أن لديه شقيقين في غوانتانامو.

## الوضع خلال إدارة دونالد ترامب
لاحظ المراقبون أن إدارة الرئيس باراك أوباما قد قامت بنقل أكبر عدد ممكن من معتقلي غوانتانامو إلى بلدانهم، وذكرت صحيفة واشنطن بوست أن توفيق البيهاني كان واحدًا من الأفراد الخمسة الذين تمت تبرئتهم للإفراج عنهم، والذين ظلوا في غوانتانامو حتى بعد تنصيب دونالد ترامب، والذي وعد بأنه بمجرد توليه السلطة، لن يغادر أحد المعتقل في غوانتانامو، بل إنه سيحضر المزيد من المعتقلين هناك.